# Aveiro (Pará)
Aveiro es un municipio brasileño del estado de Pará. Se encuentra en la mesorregión Sudoeste del Pará. El municipio ocupa una superficie de 17158 km² y tiene una población cercana a los 15 mil habitantes.

## Historia
Su origen se remonta a una aldea de indios Mundurucus (tapajós-tapera) que fue elevada a parroquia de Nuestra Señora de la Concepción de Aveiro en 1781.
Esa aldea obtuvo la denominación portuguesa de lugar de Aveiro, por acto del gobernador y capitán general, José de Nápoles Tello de Menezes, el 23 de agosto de 1781, que nombró, en la misma ocasión al morador Francisco Alves Noble para administrarla.